# Церковь Покрова Пресвятой Богородицы (Фрол)
Церковь Покрова Пресвятой Богородицы — утраченный православный храм в селе (ныне посёлке) Фрол Шатурского района Московской области, существовавший в 1836—1960 годах.

## История

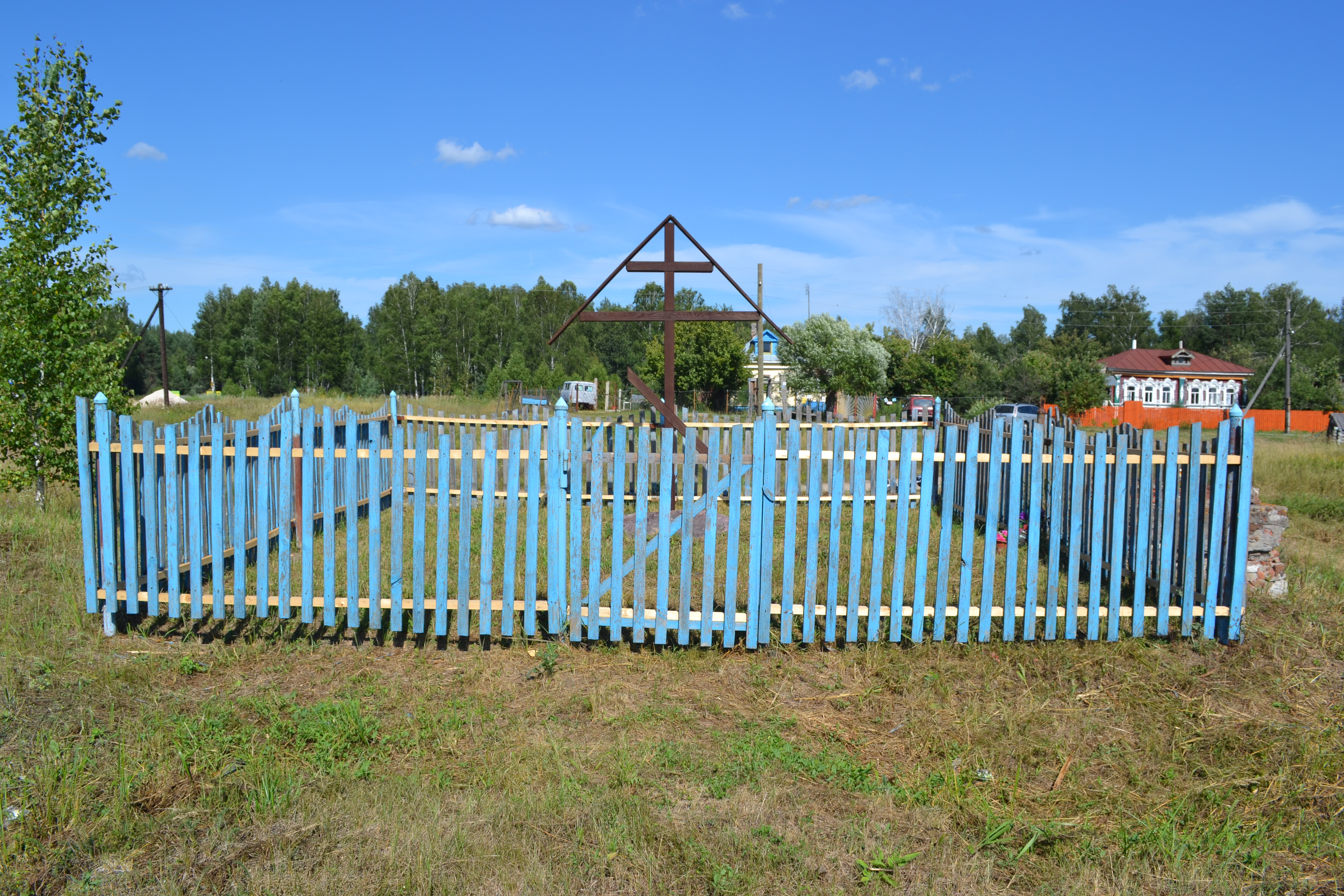
Памятный крест на месте Покровской церкви села Фрол

В писцовых книгах Владимирского уезда 1637—1648 гг. упоминается погост Фроловский на реке на Ялме с двумя деревянными церквями Фрола и Лавра и Николы Чудотворца.
В 1776—1779 годах вместо обветшавшей церкви Фрола и Лавра построен новый храм с тем же наименованием. Вместо Никольской церкви была построена Троицкая с Никольским приделом, а в 1792 году к ней пристроен Покровский придел.
В 1836 году на средства купца Чембора Ивана Андреевича построена каменная Покровская церковь с приделами Богословским и Фроло-Лаврским.
По данным 1890 года в состав прихода, кроме села, входили деревни: Дерсковская, Пронино, Маврино, Сычи, Юшная (Югино), Дубасово, Селянино, Артемово, Великодворье, Беломутово, Новоселки и Мосеево
В 1930-х годах церковь закрыта, а в 1950—1960-х разобрана. На месте церкви поставлен памятный крест.